# Ministère de la Santé (Burkina Faso)
 (septembre 2024).
Si vous disposez d'ouvrages ou d'articles de référence ou si vous connaissez des sites web de qualité traitant du thème abordé ici, merci de compléter l'article en donnant les références utiles à sa vérifiabilité et en les liant à la section « Notes et références ».
Le ministère de la Santé et de l'Hygiène Publique est un ministère du Burkina Faso qui a son siège à Ouagadougou.

## Description

### Siège
Le ministère chargé de la santé a son siège à Ouagadougou.

### Attributions
Le ministère est chargé de la santé au Burkina Faso.

## Liste des ministres
| Nom                      | Dates du mandat  | Dates du mandat  | Parti   | Gouvernement(s)         |
| ------------------------ | ---------------- | ---------------- | ------- | ----------------------- |
| Paul Lambin              | 7 septembre 1960 | 2 mai 1961       | UDV/RDA | Gouvernement Yaméogo I  |
| Paul Lambin              | 1er mai 1959     | 7 septembre 1960 | UDV/RDA | Gouvernement Yaméogo II |
| –                        | –                | –                | –       | –                       |
|                          |                  | 6 janvier 2006   |         | Gouvernement Yonli      |
| Bédouma Alain Yoda       | 6 janvier 2006   | 4 juin 2007      |         | Gouvernement Yonli II   |
| Bédouma Alain Yoda       | 4 juin 2007      | 20 avril 2011    |         | Gouvernement Zongo      |
| Adama Traoré             | 21 avril 2011    | 30 octobre 2014  |         | Gouvernement Tiao       |
| Amédée Prosper Djiguimdé | 23 novembre 2014 | 6 janvier 2016   |         | Gouvernement Zida       |
| Smaïla Ouédarogo         | 12 janvier 2016  | 19 février 2017  |         | Gouvernement Thiéba     |
| Nicolas Méda             | 20 février 2017  | 23 janvier 2019  |         | Gouvernement Thiéba     |
| Léonie Claudine Lougué   | 24 janvier 2019  | 10 janvier 2021  |         | Gouvernement Dabiré     |
| Charlemagne Ouédraogo    | 11 janvier 2021  | en cours         |         | Gouvernement Dabiré     |

## Historique
Une des missions privilégiées du ministère de la Santé est la lutte contre les maladies non transmissibles (MNT), en particulier l'hypertension et les maladies cardiaques.
En 2022, le ministère de la Santé s'associe avec l'Organisation mondiale de la santé (OMS) pour trouver des solutions techniques et financières aux problèmes sanitaires du pays.